# هورکا ناد موراووو
هورکا ناد موراووو (به چکی: Horka nad Moravou) یک منطقهٔ مسکونی در جمهوری چک است که در ناحیه اولومووتس واقع شده‌است.
 هورکا ناد موراووو ۱۱٫۹۳ کیلومتر مربع مساحت و ۲٬۳۲۱ نفر جمعیت دارد و ۲۲۰ متر بالاتر از سطح دریا واقع شده‌است.